# Josep Galceran de Cartellà
Josep Galceran de Cartellà   (Falgons, 1651 - l'Albi, 1725)
fou Lloctinent de Mallorca (1698-1701).

## Biografia
Partidari del rei Carles III d'Aragó durant la Guerra de Successió Espanyola, aquest li atorgà el comtat de Cartellà (1706) i el marquesat de Cartellà de Sabastida (1707).
Com a baró va ser el terratinent (i inspirador de les primeres ordinacions modernes de la baronia) d'una extensa senyoria, amb l'Albi, Cervià, Falgons, Altet i Granollers de Rocacorba. Va ser president del Reial Cos de la Noblesa de Catalunya.